# Tamara Klink

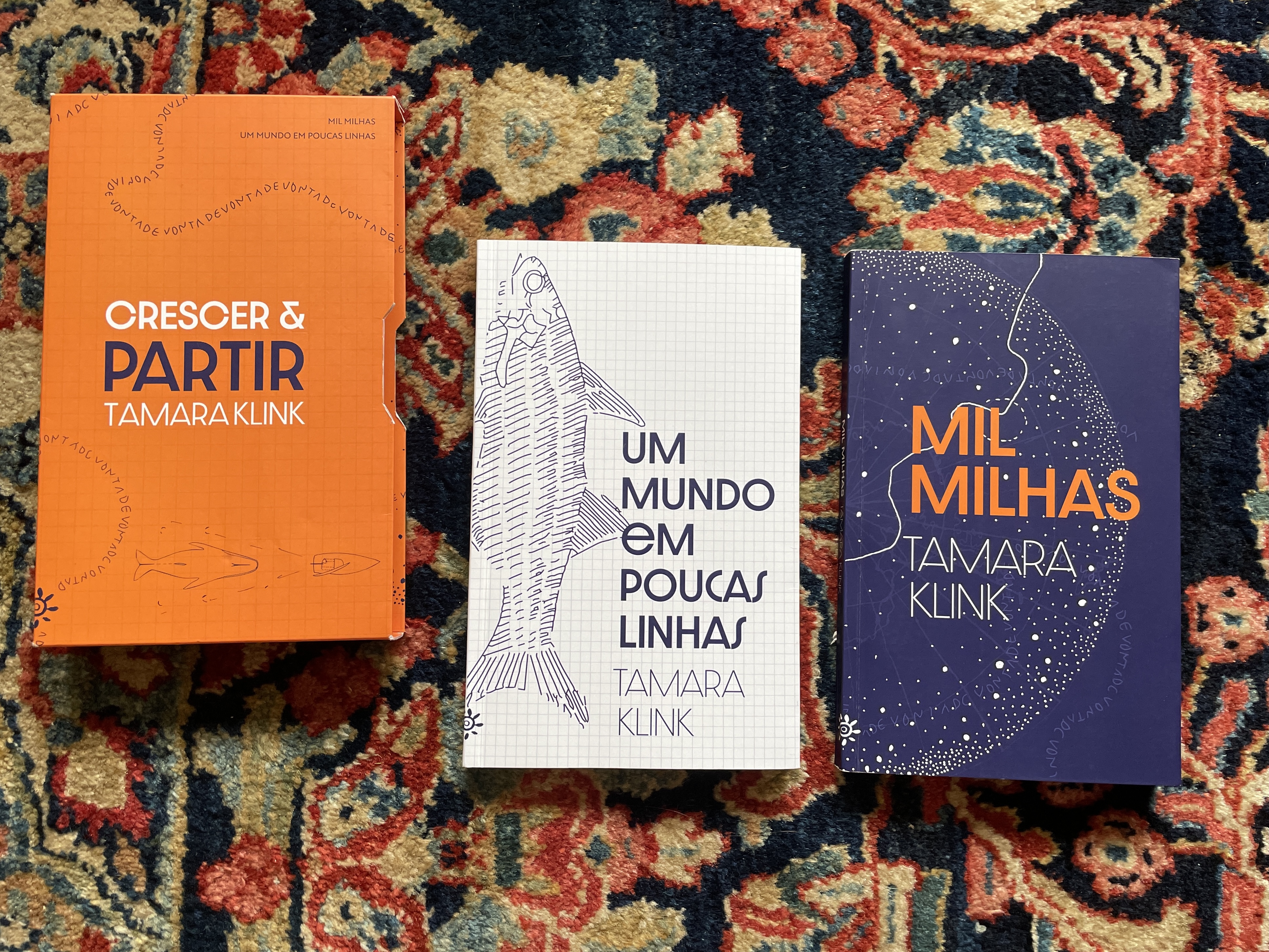
Livros Crescer e Partir porTamara Klink (Editora Peirópolis)

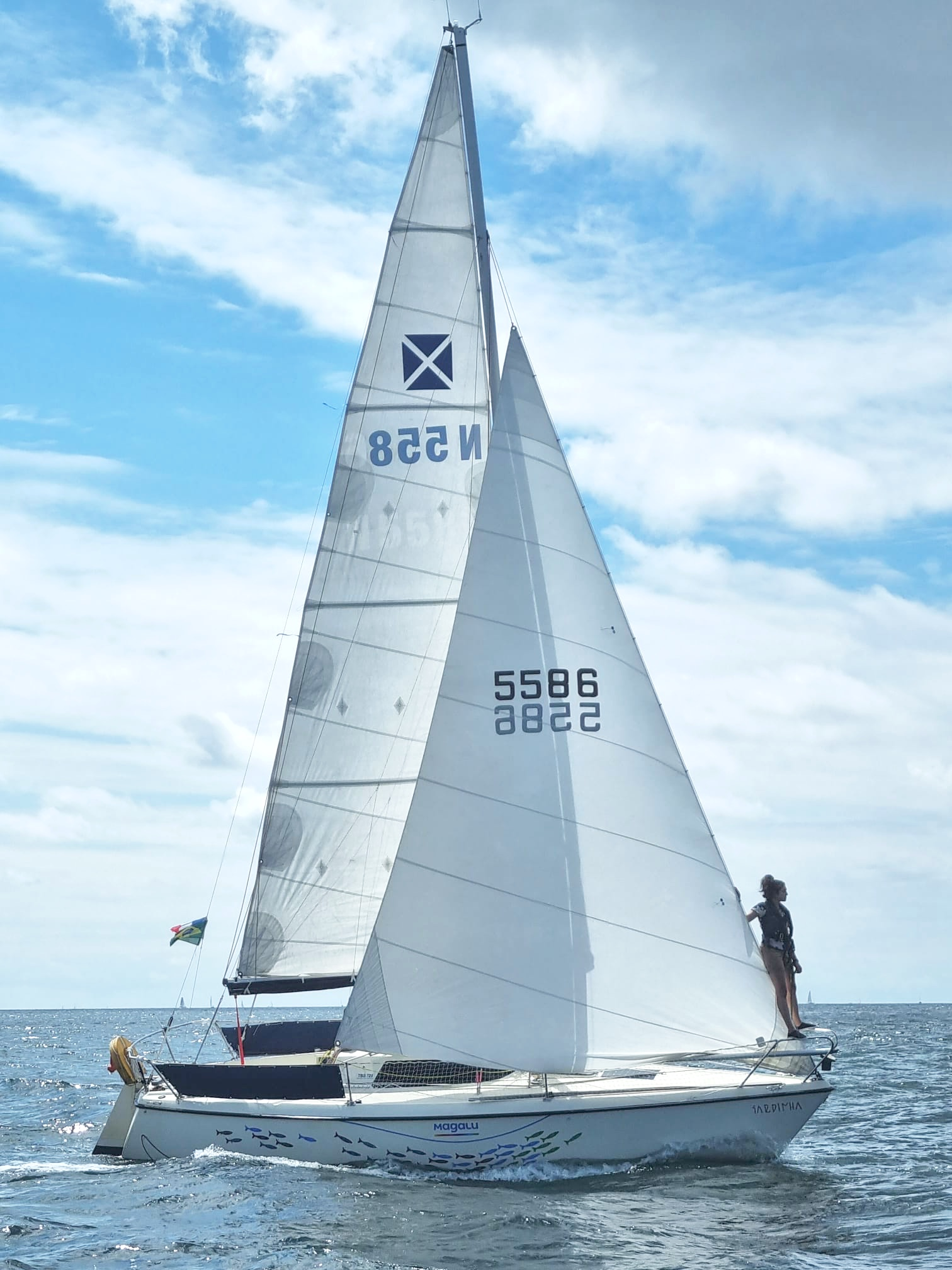
Sardinha Sailboat, Tamara Klink, Maxi Magic, Pelle Peterson

Tamara Klink é uma velejadora e escritora brasileira. Aos 24 anos, tornou-se a mais jovem brasileira a fazer a travessia do Oceano Atlântico em solitário.

## Biografia
Filha da fotógrafa Marina Bandeira Klink e do navegador brasileiro Amyr Klink, Tamara teve contato com o mar desde pequena. Em 2010, publicou com suas irmãs Laura e Marina Helena o livro Férias na Antártica, resultado de uma série de viagens em família ao continente antártico. O livro foi adotado no currículo de diversas escolas brasileiras.

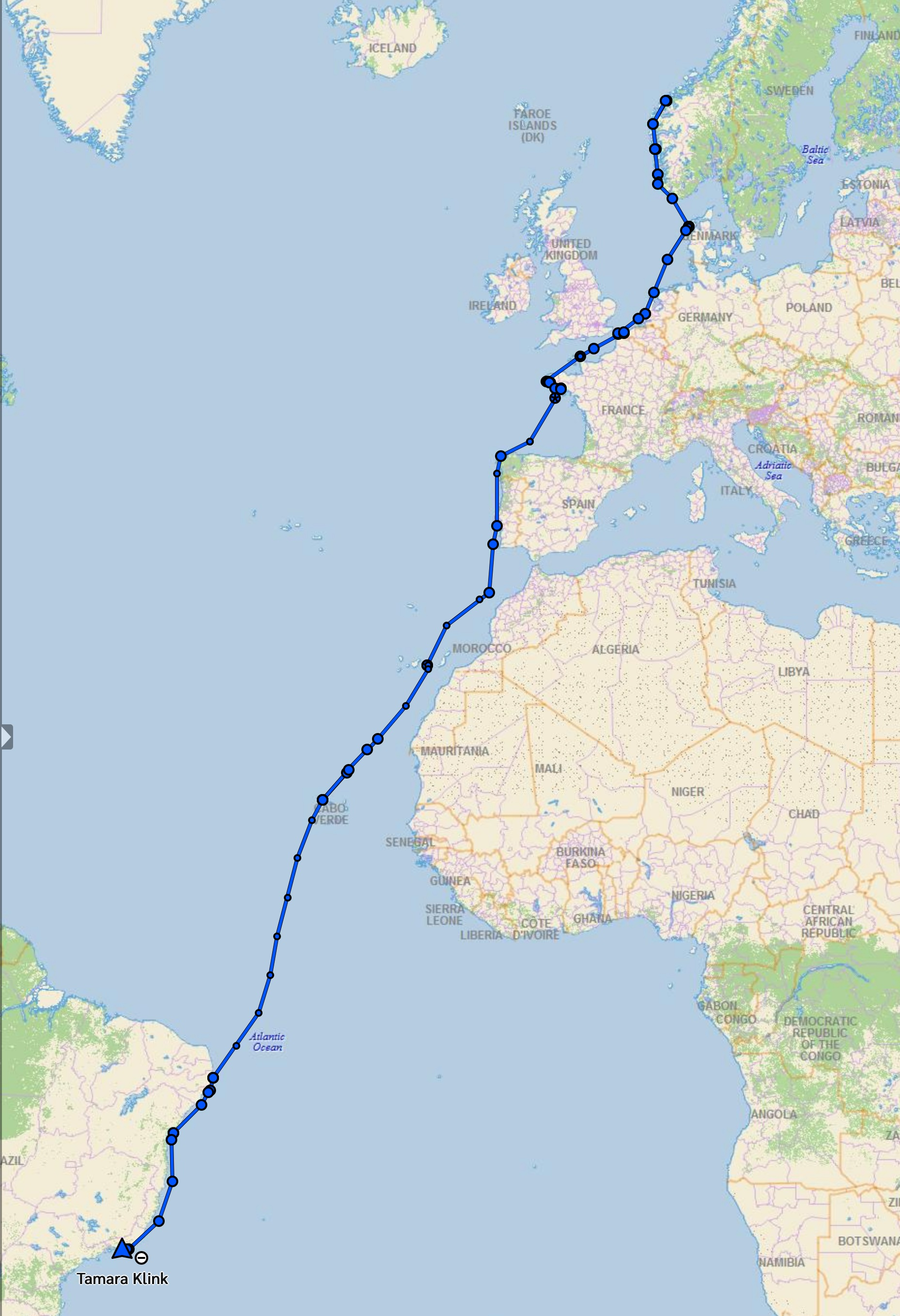
Rota navegada por Tamara, desde Alesund até o Rio de Janeiro

Tamara é diplomada no master em Arquitetura na École Supérieure d’Architecture, de Nantes. No ano de 2020, aos 23 anos, fez sua primeira travessia em solitário, cruzando o Mar do Norte entre Alesund, Noruega e Dunquerque, França, com seu recém-comprado veleiro denominado Sardinha.
Entre agosto e novembro de 2021, fez a travessia do Oceano Atlântico em solitário, velejando entre a França e Recife, no Brasil, tornando-se assim a mais jovem velejadora brasileira a cruzar o Atlântico em solitário.
Também em 2021, publicou dois livros: “Mil Milhas” e “Um mundo em poucas linhas”, ambos pela editora Peirópolis.
Em janeiro e fevereiro de 2022, Tamara realizou mais uma travessia em solitário, agora levando seu barco Sardinha desde Recife até Paraty, no Rio de Janeiro.
Em julho de 2023, Tamara publicou mais um livro, denominado "Nós: O Atlântico em solitário", o qual trata da travessia do Oceano Atlântico, e partiu para mais uma expedição. Desta vez, a navegadora partiu da costa oeste da França para a Groenlândia. Seu objetivo é viver de forma autônoma por nove meses com o barco congelado no Oceano Ártico. 

## Obras
- Férias na Antártica (ISBN 8575963600)
- Mil Milhas (ISBN 6559311082)
- Um mundo em poucas linhas (ISBN 6559311074)
- Nós: O Atlântico em solitário (ISBN 6559215164)

## Minissérie
Em fevereiro de 2022, foi lançada no GloboPlay a minissérie “Seu Melhor Caminho é o Próximo”. Dividida em dois capítulos, a série mostra desde a preparação para a travessia do Atlântico até a chegada em Recife. 